# Roeslan Hontsjarov

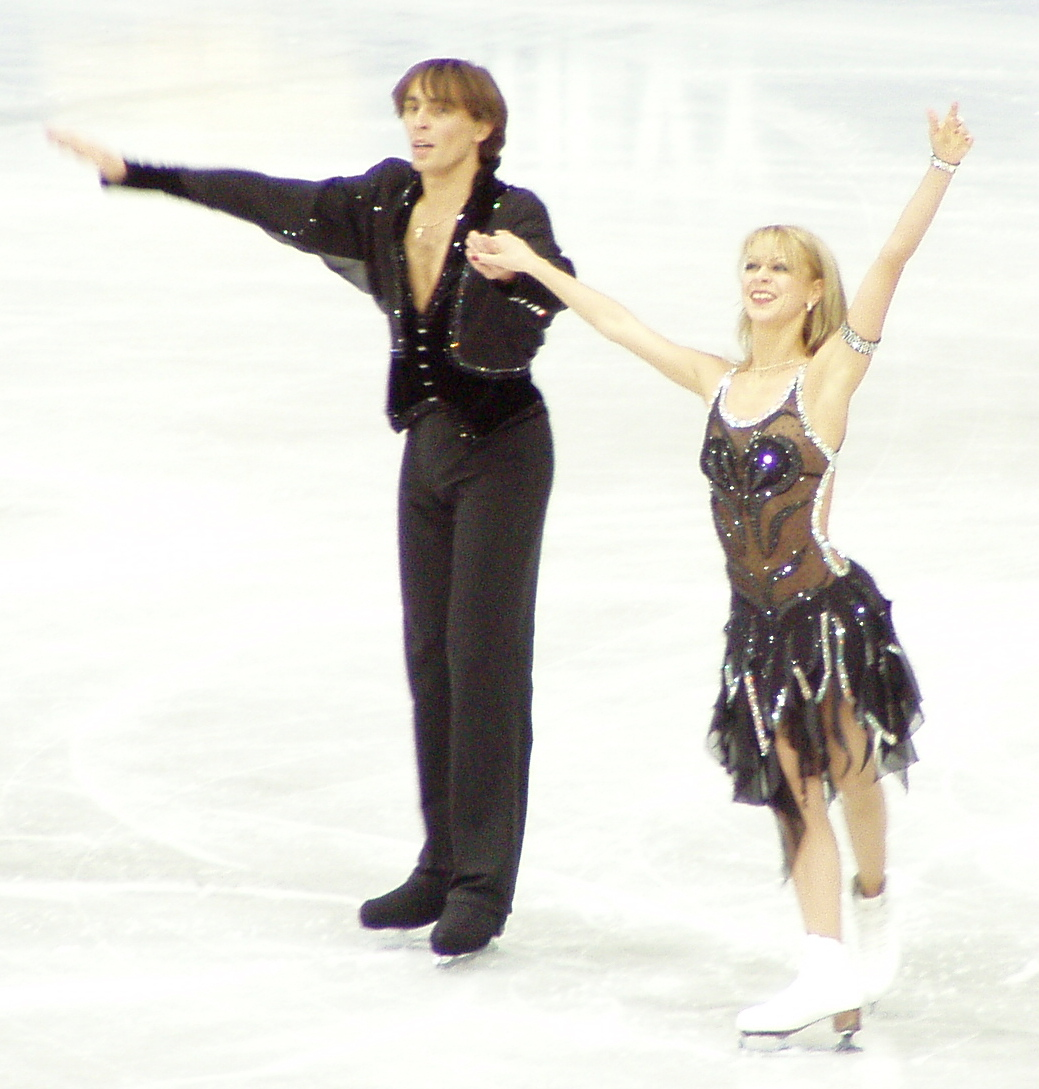
Olena Hroesjyna en Roeslan Hontsjarov bij het wereldkampioenschap in Dortmund (2004)

Roeslan Mikolaiovitsj Hontsjarov (Oekraïens: Руслан Миколайович Гончаров) (Odessa, 20 januari 1973) is een Oekraïense kunstschaatser.
Hontsjarov is actief in het ijsdansen en zijn vaste sportpartner is Olena Hroesjyna en zij worden gecoacht door Nikolaj Morozov. Voorheen reed hij onder anderen met Elenora Hritzaj. Hroesjina en Hontsjarov schaatsen met elkaar vanaf 1989 en zijn sinds 1995 met elkaar getrouwd. 
| records                | punten | datum      | toernooi           |
| ---------------------- | ------ | ---------- | ------------------ |
| Hoogste totaalscore    | 213.95 | 18-03-2005 | WK 2005            |
| Hoogste verplichte kür | 41.30  | 15-03-2005 | WK 2005            |
| Hoogste originele kür  | 63.23  | 27-11-2004 | Cup of Russia 2004 |
| Hoogste vrije kür      | 109.48 | 18-03-2005 | WK 2005            |

## Belangrijke resultaten
| Kampioenschap           | 1994 | 1995 | 1996 | 1997 | 1998 | 1999 | 2000 | 2001 | 2002 | 2003 | 2004  | 2005   | 2006   |
| ----------------------- | ---- | ---- | ---- | ---- | ---- | ---- | ---- | ---- | ---- | ---- | ----- | ------ | ------ |
| Olympische Spelen       |      |      |      |      | 15e  |      |      |      | 9e   |      |       |        | Brons  |
| Wereldkampioenschap     | 18e  | 22e  | 19e  |      | 13e  | 8e   | 7e   | 8e   | 6e   | 5e   | 4e    | Brons  |        |
| Europees Kampioenschap  |      | 14e  | 13e  | 13e  |      | 7e   | 8e   | 7e   | 8e   | 4e   | Brons | Zilver | Zilver |
| Nationaal Kampioenschap |      |      |      |      |      |      |      |      | Goud |      | Goud  | Goud   | Goud   |